# Morris-Gletscher (Fallières-Küste)
Der Morris-Gletscher ist ein 12 km langer und 4 km breiter Gletscher an der Fallières-Küste des Grahamlands im Norden der Antarktischen Halbinsel. Er fließt in südwestlicher Richtung zur Square Bay, die er im Zusammenfluss mit dem südlich von ihm liegenden Swithinbank-Gletscher gegenüber von Centre Island erreicht.
Das UK Antarctic Place-Names Committee benannte ihn 2020 nach der Glaziologin Elizabeth M. Morris (* 1946), die zunächst für den British Antarctic Survey und später für das Scott Polar Research Institute tätig war und in dieser Zeit an mehreren Erkundungsmärschen auf der südlichen Antarktischen Halbinsel und auf dem Filchner-Ronne-Schelfeis teilnahm.